# المنجور (الدوادمي)
المنجور، هي قرية من فئة (ب) تقع في محافظة الدوادمي، والتابعة لمنطقة الرياض في السعودية. وتبعد المنجور عن محافظة الدوادمي بمسافة تقارب (120) كم.